# Amaroschema
Amaroschema is een geslacht van kevers uit de familie van de loopkevers (Carabidae). De wetenschappelijke naam van het geslacht is voor het eerst geldig gepubliceerd in 1943 door Jeannel.

## Soorten
Het geslacht Amaroschema is monotypisch en omvat slechts de volgende soort:
- Amaroschema gaudini Jeannel, 1943